# Sjemeć (planina)
Sjemeć je planina u Bosni i Hercegovini.
Nalazi se istočno od Rogatice prema Drini, u istočnoj Bosni. Najviši vrh Sjemeća se nalazi na 1497 metara nadamorske visine.
Na planini se nalazi istoimeni prijevoj (1192 m) preko kojeg vodi regionalna cesta između Rogatice i Višegrada.